# Znamenák István
Znamenák István (Budapest, 1966. január 8. –) Jászai Mari-díjas magyar színész, rendező, díszlettervező.

## Életpályája
16 évesen, 1982-ben játszotta a Megáll az idő c. film főszerepét (Köves Dini). 1984-ben érettségizett a Ráday Pál Gimnáziumban. 1991-ben szerezte meg diplomáját a Színház- és Filmművészeti Főiskolán Marton László osztályában. 1991–2010 között a kaposvári Csiky Gergely Színház tagja volt. A 2007-2008-as évadban a színház igazgató-főrendezőjeként dolgozott. 2010-2013 a Nemzeti Színház társulatában játszott. 2013-tól az Örkény Színház tagja.
1993-ban, Kaposváron rendezőként is bemutatkozhatott, ahol tizenhét előadás előadás színlapján találkozhatunk nevével. Társulati tagként kapott feladatot a Nemzeti Színházban; vendégként foglalkoztatta – többek között – a Szegedi Nemzeti Színház, a zalaegerszegi Hevesi Sándor Színház, a Kőszegi Várszínház, az Átrium Film-Színház és az Orlai Produkciós Iroda is.

## Színházi munkáiból

### Színészként
- Shakespeare:
  - A vihar[3] (Arató)
  - Harmadik Richárd (Sir James Tyrrall)
  - Titus Andronicus (Címszerep)
  - Minden jó, ha vége jó (Parolles)
  - Vízkereszt, vagy amit akartok (Malvolio)
  - Julius Caesar (Marcus Brutus)
  - Lear király (Kent)
  - Hamlet (Sírásó 2, Claudius)
- Molière
  - Mizantróp (Philinte, Márki)
  - Tartuffe (Orgon)
  - Képzelt beteg (Béralde)([4]
- Csehov
  - Ványa bácsi (Szerebrjakov, Vojnyickij)
  - Három nővér (Prozorov)
  - Meggyeskert (Szimeonov)
- Ibsen
  - A nép ellensége (Nansen)
  - Peer Gynt (Címszerep)
- Miller:
  - Istenítélet[5]
  - Pillantás a hídról (Alfieri)
- Szomory Dezső: Hermelin (Róna-Ilos)
- Tersánszky Józsi Jenő: Kakukk Marci (K.M.)
- Brecht: Kaukázusi krétakör (Több szerep)
- Horváth Péter: Csao Bambino (Te)
- Babarczy László - Kosztolányi Dezső: Néró, a véres kezű költő (Címszerep)
- Bulgakov:Iván a rettentő (Jakin)
- Molnár Ferenc:
  - Egy, kettő, három (Dr. Pinszky)
  - Liliom (Kapitány)
- Ödön von Horváth:
  - Kasimir és Karoline (Schürzinger)
  - Mesél a bécsi erdő (Varázskirály)
  - Hit, szeretet, remény
- Eörsi István:
  - Halálom reggelén (Heingich von Kleist)
  - Kihallgatás (Sajtos József)
- Caragiale: Karnebál (Iancu Pampon)
- Szophoklész: Oidipusz király (Kreón)
- Závada Pál: Magyar ünnep (Flórián Imre)
- Esterházy Péter: Én vagyok a Te
- Bródy Sándor: A tanítónő (Szolgabíró, Káplán)
- John Osborne: Hazafit nekünk! (Von Möhl)
- Bakonyi Károly - Szirmai Albert: Mágnás Miska (Mixi)
- Schiller: (Aubespine)
- Bagossy László - Ari-Nagy Barbara:Emlékezés a régi szép időkre (Eörsi István)
- Anyám tyúkja (1-2)
- Thomas Mann-Gáspár Ildikó: József és testvérei (Dudu, kincstárnok)

### Rendezőként
- Büchner: Woyzeck (D[6])[7]
- Shakespeare:
  - A makrancos hölgy (D)
  - Vízkereszt, vagy bánom is én (D)
- Örkény István: Tóték (D)
- Pinter: A gondnok (D)
- Osztrovszkij: Vihar
- Tasnádi István:
  - Kokainfutár
  - Világjobbítók
  - Paravarieté (D)
- Miller: Az ügynök halála
- Goldoni:
  - A Chioggiai csetepaté (D)
  - A kávéház (D)
- Alex Koenigsmark: Agyő, kedvesem!
- Feydeau: Zsákbamacska
- Bulgakov: Kutyaszív (D)
- Ábrahám Pál: 3:1 a szerelem javára

- Zerkovitz Béla: Csókos asszony (D)
- Mac Dermot - Rado - Ragni: Hair
- Brecht: Koldusopera (D)
- Eisemann Mihály: Fekete Péter (D)
- Victor Hugo: A királyasszony lovagja (D)
- Bobrick - Stein: Csókol anyád!
- Lehár Ferenc: Víg özvegy (D)
- Móricz Zsigmond: Nem élhetek muzsika szó nélkül
- Hrabal: Sörgyári capricio[8] (D)
- Sütő András: Egy lócsiszár virágvasárnapja (D)
- Takáts Márton: Főzelék feltétlenül
- Jay - Lynn: Igenis, miniszterelnök úr!
- Horváth György Tibor: Ostrom Opera - Kőszeg 1532 (D)
- DiPietro: A folyón túl Itália (D)
- Tóth Ede: A falu rossza (D)
- Ken Kesey: Száll a kakukk fészkére (D)
- Glattauer: Párterápia (D)
- Paso: Hazudj inkább, kedvesem!
- Molnár Ferenc: Egy, kettő, három (D)
- Parti Nagy Lajos: Az étkezés ártalmasságairól (D)

## Filmjei[9]
- Itt érzem magam otthon (magyar dráma, 2025), színész
- Angyaltrombiták (magyar sorozat, 2023), színész
- Semmelweis (magyar film, 2023), színész
- Magyarázat mindenre (magyar film, 2023), színész
- Műanyag égbolt (magyar-szlovák animációs film, 2023), színész
- Ki vagy te (magyar televíziós sorozat, 2022–2023), színész
- A játszma (magyar film, 2022), színész
- A Séf meg a többiek (magyar televíziós sorozat, 2022), színész
- Nyugati nyaralás (magyar vígjáték, 2022), színész
- A besúgó (magyar filmsorozat, 2022), színész
- Kilakoltatás (magyar vígjáték, 2022), színész
- Hotel Margaret (magyar televíziós sorozat, 2022), színész
- Hét kis véletlen (magyar filmdráma, 2020), színész[10]
- Tóth János (magyar sorozat, 2019), színész
- Drakulics elvtárs (magyar vígjáték, 2018), színész
- A színésznő (magyar filmdráma, 2018), színész
- 1945 (magyar filmdráma, 2017), színész
- Munkaügyek (magyar filmsorozat, 2016), színész
- Aranyélet (magyar filmsorozat, 2016), színész
- Ischler (magyar kisjátékfilm, 2014), színész
- Valaki vacsorára (magyar kisjátékfilm, 2013), színész
- Hőskeresők (magyar tévéfilm, 2013), színész
- Világjobbítók (magyar tévéfilm, 2011), színész
- Matula kalandpark (magyar ifjúsági film, 2011), színész
- A legkisebb boszorkány (magyar mesefilm, 2011), rendező
- Pál Adrienn (magyar-holland-osztrák-francia filmdráma, 2010), színész
- Hangyatérkép (magyar filmetűd, 2010), színész
- A fehér nyíl (magyar tévéfilm, 2010), színész
- Papírrepülők (magyar játékfilm, 2009), színész
- Apaföld (magyar játékfilm, 2009), színész
- Papsajt (magyar játékfilm, 2001), színész
- A cenzor (magyar kisjátékfilm, 1999), színész
- Kisváros (magyar tévéfilmsor., 1996), színész
- A kávéház (magyar színházi közv., 1995), színész
- Pá, drágám (magyar tévéfilm, 1994), színész
- Édes Anna (magyar filmdráma, 1990), Jancsi úrfi
- Megáll az idő (magyar filmdráma, 1982), színész
- '56 szilánkjai Kaposváron (magyar dokumentumfilm), rendező

## Díjak, kitüntetések
- Komor István Emlékgyűrű (1994)
- Jászai Mari-díj (1999)
- A Magyar Köztársasági Érdemrend lovagkeresztje (2008) – 2016-ban visszaadta.